# سيراس فانس جونيور
سيراس فانس جونيور (بالإنجليزية: Cyrus Vance, Jr.)‏ هو مدع ومحامي أمريكي، ولد في 14 يونيو 1954 في مانهاتن في الولايات المتحدة.

## وصلات خارجية
- الموقع الرسمي